# Ao Vivo no Distrito Federal
Ao Vivo no Distrito Federal é o nono álbum ao vivo e o sétimo ábum de vídeo do conjunto musical brasileiro Calypso. Foi gravado em Ceilândia, Distrito Federal, no dia 8 de agosto de 2013, no Maior São João do Cerrado, para um público de mais de 100 mil pessoas. Sendo lançado pela Radar Records, em 5 de dezembro do mesmo ano. Apresenta a participação de Amado Batista e Reginaldo Rossi.

## Faixas
| DVD            |                                                                         |                                               |         |  |
| N.º            | Título                                                                  | Compositor(es)                                | Duração |  |
| 1.             | "A Festa Começou"                                                       | Marquinhos Maraial Beto Caju                  | 3:21    |  |
| 2.             | "Me Beija Agora"                                                        | Beto Caju Marquinhos Maraial Michael Sullivan | 3:05    |  |
| 3.             | "Disco Voador"                                                          | Louro Santos Marcibron                        | 3:40    |  |
| 4.             | "Eu Me Rendo"                                                           | Marquinhos Maraial Arley Christian            | 3:46    |  |
| 5.             | "Onde Anda Meu Amor"                                                    | Luciano Bonfim Jhon Paixão                    | 3:23    |  |
| 6.             | "Telefone Fora de Área"                                                 | Marquinhos Maraial Edu Luppa                  | 3:18    |  |
| 7.             | "O Lado Bom do Amor"                                                    | Paulynho Paixão                               | 4:10    |  |
| 8.             | "The End"                                                               | Beto Caju Marquinhos Maraial                  | 3:12    |  |
| 9.             | "Eu Sonhei"                                                             | Chrystian Lima Ivo Lima                       | 3:29    |  |
| 10.            | "Quem Ama Não Deixa de Amar" (Participação Especial de Amado Batista)   | Beto Caju Marquinhos Maraial                  | 3:20    |  |
| 11.            | "Não Posso Negar Que Te Amo" (Participação Especial de Reginaldo Rossi) | Ivo Lima Wallace Lima                         | 4:16    |  |
| 12.            | "Paris"                                                                 | Marquinhos Maraial Beto Caju                  | 2:33    |  |
| 13.            | "Me Esquece e Some"                                                     | Marquinhos Maraial Beto Caju Isac Maraial     | 3:45    |  |
| 14.            | "Meu Deus é Fiel"                                                       | Marquinhos Maraial Joelma Mendes              | 4:10    |  |
| 15.            | "Paixão Letal"                                                          | Sivaldo Dias Marquinhos Maraial               | 3:21    |  |
| 16.            | "Malhando Com Calypso"                                                  | Marquinhos Maraial Isac Maraial               | 2:54    |  |
| 17.            | "Se Joga"                                                               | Chrystian Lima Jairon Neves                   | 3:19    |  |
| 18.            | "Galera do Brasil"                                                      | Marrom Brasileiro                             | 4:38    |  |
| Duração total: | Duração total:                                                          | Duração total:                                | 1:05:15 |  |

| CD  |                                                                         |                                               |         |  |
| N.º | Título                                                                  | Compositor(es)                                | Duração |  |
| 1.  | "A Festa Começou"                                                       | Marquinhos Maraial Beto Caju                  | 3:21    |  |
| 2.  | "Me Beija Agora"                                                        | Beto Caju Marquinhos Maraial Michael Sullivan | 3:05    |  |
| 3.  | "Disco Voador"                                                          | Louro Santos Marcibron                        | 3:40    |  |
| 4.  | "Eu Me Rendo"                                                           | Marquinhos Maraial Arley Christian            | 3:46    |  |
| 5.  | "Onde Anda Meu Amor"                                                    | Luciano Bonfim Jhon Paixão                    | 3:23    |  |
| 6.  | "Telefone Fora de Área"                                                 | Marquinhos Maraial Edu Luppa                  | 3:18    |  |
| 7.  | "O Lado Bom do Amor"                                                    | Paulynho Paixão                               | 4:10    |  |
| 8.  | "The End"                                                               | Beto Caju Marquinhos Maraial                  | 3:12    |  |
| 9.  | "Eu Sonhei"                                                             | Chrystian Lima Ivo Lima                       | 3:29    |  |
| 10. | "Quem Ama Não Deixa de Amar" (Participação Especial de Amado Batista)   | Beto Caju Marquinhos Maraial                  | 3:20    |  |
| 11. | "Não Posso Negar Que Te Amo" (Participação Especial de Reginaldo Rossi) | Ivo Lima Wallace Lima                         | 4:16    |  |
| 12. | "Paris"                                                                 | Marquinhos Maraial Beto Caju                  | 2:33    |  |
| 13. | "Me Esquece e Some"                                                     | Marquinhos Maraial Beto Caju Isac Maraial     | 3:45    |  |
| 14. | "Meu Deus é Fiel"                                                       | Marquinhos Maraial Joelma Mendes              | 4:10    |  |
| 15. | "Paixão Letal"                                                          | Sivaldo Dias Marquinhos Maraial               | 3:21    |  |
| 16. | "Malhando Com Calypso"                                                  | Marquinhos Maraial Isac Maraial               | 2:54    |  |
| 17. | "Se Joga"                                                               | Chrystian Lima Jairon Neves                   | 3:19    |  |
| 18. | "Galera do Brasil"                                                      | Marrom Brasileiro                             | 4:38    |  |